# Lina Perned
Lina Lee Perned, född 26 juli 1973 i Helsingborg, är en svensk produktionsledare och tidigare skådespelare. 
I unga år blev Perned påklädare på Stockholms stadsteater. 1990 medverkade hon i dokumentärfilmen Farväl till barndomen på SVT. Vid 19 års ålder filmdebuterade hon med huvudrollen i ungdomsfilmen Ha ett underbart liv 1992. 
År 1996 medverkade hon i TV-serien En fyra för tre på TV4. Hon bodde en tid i Storbritannien, där hon bland annat gick en filmutbildning, regisserade kortfilm och arbetade som flygvärdinna. Perned har även spelat teater hos Teater Sandino och Spegelteatern i bland annat William Shakespeares Kärt besvär förgäves, Mycket väsen för ingenting och Lika för lika.
År 2003 utbildade hon sig vid filmlinjen vid Kulturama.
Sommaren 2007 spelade Perned i Spegelteaterns uppsättning av Shakespeares En midsommarnattsdröm på Steninge slott.

## Filmografi
- 1992 – Ha ett underbart liv
- 1998 – Lithivm
- 1998 – Aspiranterna
- 1998 – Själar i förorten
- 2000 – Naken
- 2001 – Drakarna över Helsingfors
- 2002 – OP7

## TV-produktioner
- 1996 – En fyra för tre (TV-serie)
- 1997 – Knesset (TV-program) (TV-serie)
- 2011 – Gustafsson 3 tr (TV-serie)
- 2013 – Kommissarie Montalbano (TV-serie)

## Teaterproduktioner
- Fyra friares fiasko (1995)
- Frestelsen (1995)
- Lika för lika (1997)
- Mycket väsen för ingenting (2002)
- En midsommarnattsdröm (2007)